# Apatetor fuscus
Apatetor fuscus là một loài tò vò trong họ Ichneumonidae.